# Splaiul Independenței
Le Splaiul Independenței est un axe routier majeur qui traverse Bucarest.

## Situation et accès
Cette voie débute à la Șoseaua Virtuții au niveau du Lac Morii et se termine à la Piața Unirii tout en longeant la Dâmbovița sur ses deux rives.

## Origine du nom
Son nom, qui signifie littéralement « quai de l'Indépendance », rend hommage à l'indépendance de la Roumanie, proclamée en 1877 après la guerre russo-turque.

## Bâtiments remarquables et lieux de mémoire
- le palais de justice
- la Faculté de biologie de l'université de Bucarest (ro)
- la Faculté de médecine vétérinaire
- la Faculté de philosophie de l'université de Bucarest (ro) Faculté de philosophie
- l'hôpital universitaire
- l'hôpital Cotroceni
- l'opéra national de Bucarest
- l'institut national Victor Barbeș
- le lycée Mircea Eliade
- le jardin botanique
- le parc Eroilor
- le parc Venus
- le parc Izvor
- le parc Unirii
- le pont Ciurel
- le pont Grozăvești
- le pont Cotroceni
- le pont Eroilor
- le pont Izvor
- le pont Națiunile Unite